# Sphenomorphus variegatus
Espèce
Synonymes
- Lygosoma variegatum Peters, 1867

Sphenomorphus variegatus est une espèce de sauriens de la famille des Scincidae.

## Répartition
Cette espèce se rencontre :
- en Malaisie orientale ;
- aux Philippines dans les îles de Mindanao, de Leyte, de Bohol et de Camiguin ainsi que dans les îles Dinagat et les îles Sulu ;
- en Indonésie au Sulawesi.

## Publication originale
- Peters, 1867 : Herpetologische Notizen. Monatsberichte der Königlichen Preussischen Akademie der Wissenschaften zu Berlin, vol. 1867, p. 13-37 (texte intégral).